# 膦配合物
膦配合物是指配体为膦（PR3，R为有机基团）的配位化合物，这类化合物和相应的氨配合物有差别，膦配合物的亲脂能力更强，并表现出在有机溶剂中较好的溶解度。它们可以和具有不同氧化数的金属配位，其配合物在均相催化中有所应用。常见的膦配合物包括氯化三(三苯基膦)铑(I)、格拉布试剂和四(三苯基膦)钯。

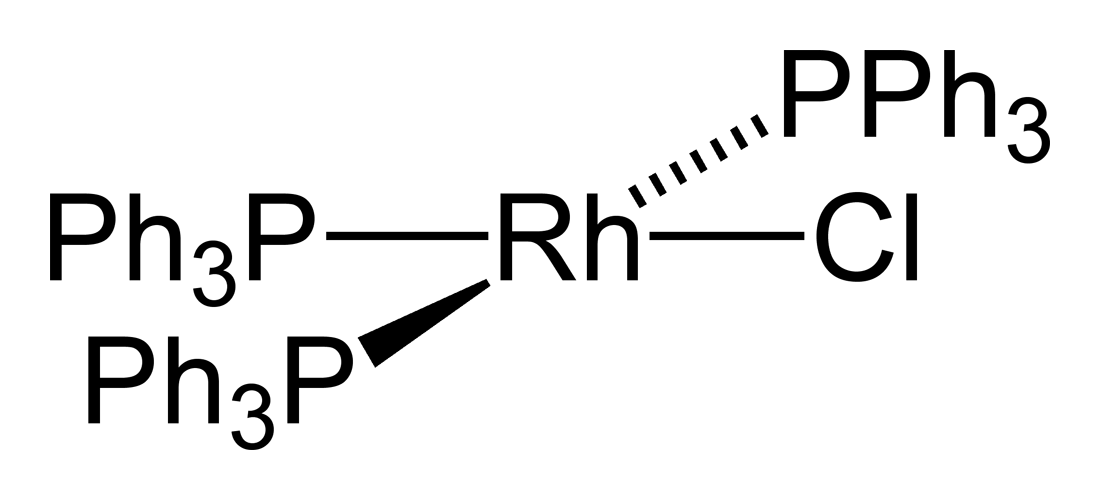
威尔金森催化剂，化学成分是氯化三(三苯基膦)铑(I)，可用作氢化反应的催化剂。

## 配合物的制备
1870年，卡乌尔等人报道了顺式和反式的PtCl2(PEt3)2，这是金属膦配合物首次在文献中出现；后来，多种膦配合物（如TiCl4(PPh3)2、[Ru2Cl3(PhPEt2)6]Cl等）及其反应得到了研究。膦配合物常用的制备方法是将金属卤化物和膦类配体反应。例如，氯化钯在乙醇中和三苯基膦反应，可以得到二氯双(三苯基膦)钯：
PdCl2 + 2 PPh3 → PdCl2(PPh3)2
一些金属有机化合物也可以和膦反应，反应时通常伴随配体取代，如：
2 Co(NO)(CO)3 + 3 P(CF3)3 → [(CF3)3P]Co(NO)(CO)2 + [(CF3)3P]2Co(NO)(CO) + 3 CO
Fe(CO)5 + P[Si(CH3)3]3 → (CO)4FeP[Si(CH3)3]3 + CO
通常，膦在反应中可同时作为配体和还原剂，铂系元素的三苯基膦配合物的制备过程中，其配体就体现了这一性质：
RhCl3(H2O)3 + 4 PPh3 → RhCl(PPh3)3 + OPPh3 + 2 HCl + 2 H2O
制备低氧化态膦配合物时，也可额外使用还原剂，例如制备卤化三(三苯基膦)钴(I)时可用硼氢化钠或锌粉作还原剂：
CoX2(PPh3)2 + 2 PPh3 + Zn → 2 CoX(PPh3)3 + ZnX2

## M-PR3成键
配体膦是路易斯碱，以σ供体配体与金属配位；它也可以作为π受体，其π酸性源自于P-C σ*反键轨道与填充金属轨道的重叠。芳基和氟代膦是比烷基膦更强的π受体，三氟化磷是强π酸，其成键性质和羰基配体相似。早期的学者认为，膦通过3d轨道形成M-P π键，但现在的研究者普遍接受磷的d轨道不参与成键这一观点。对于具有一定电负性取代基的膦来说，σ*轨道的能量较低，因此三氟化磷是很好的π受体配体。

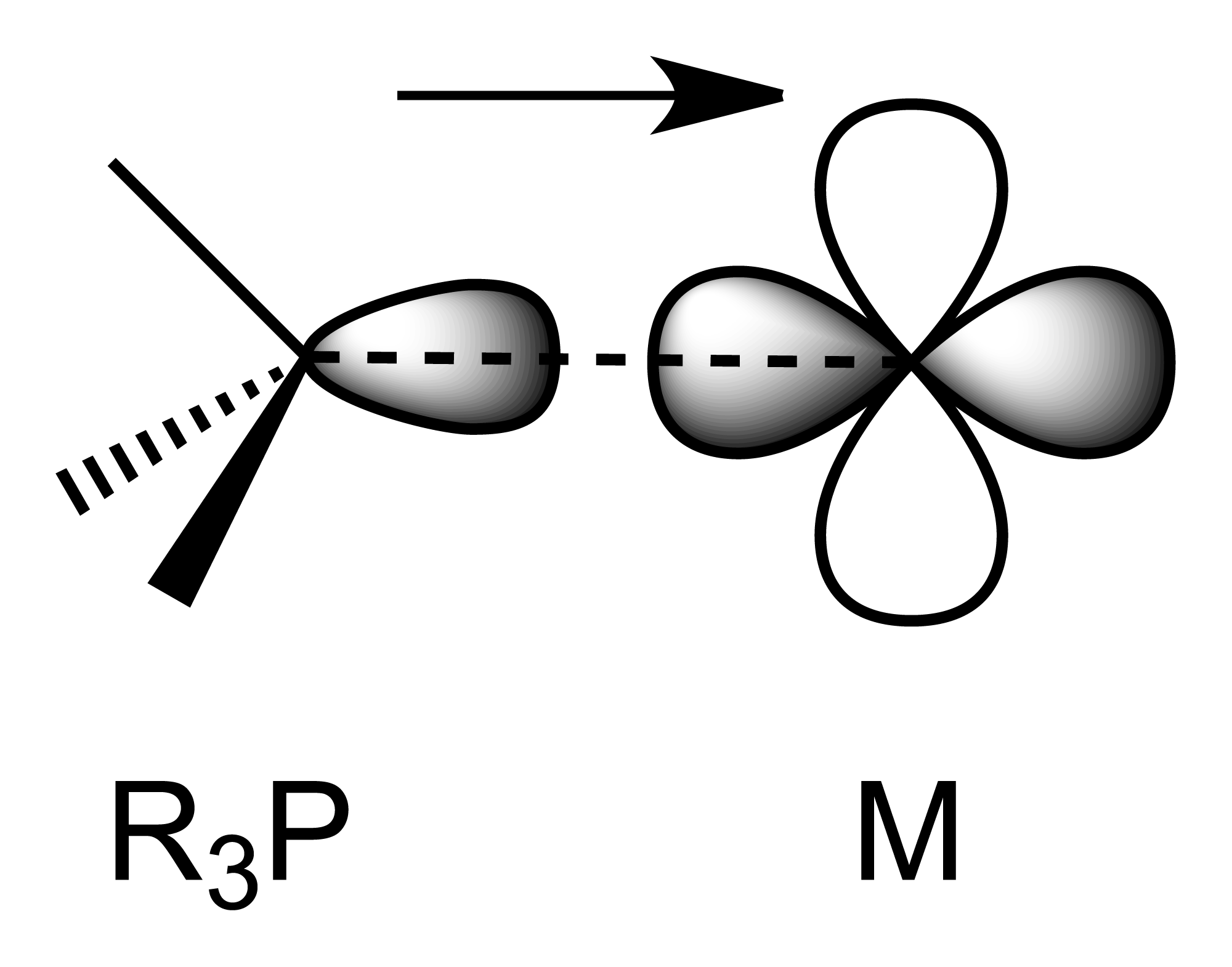
R3P–M σ键
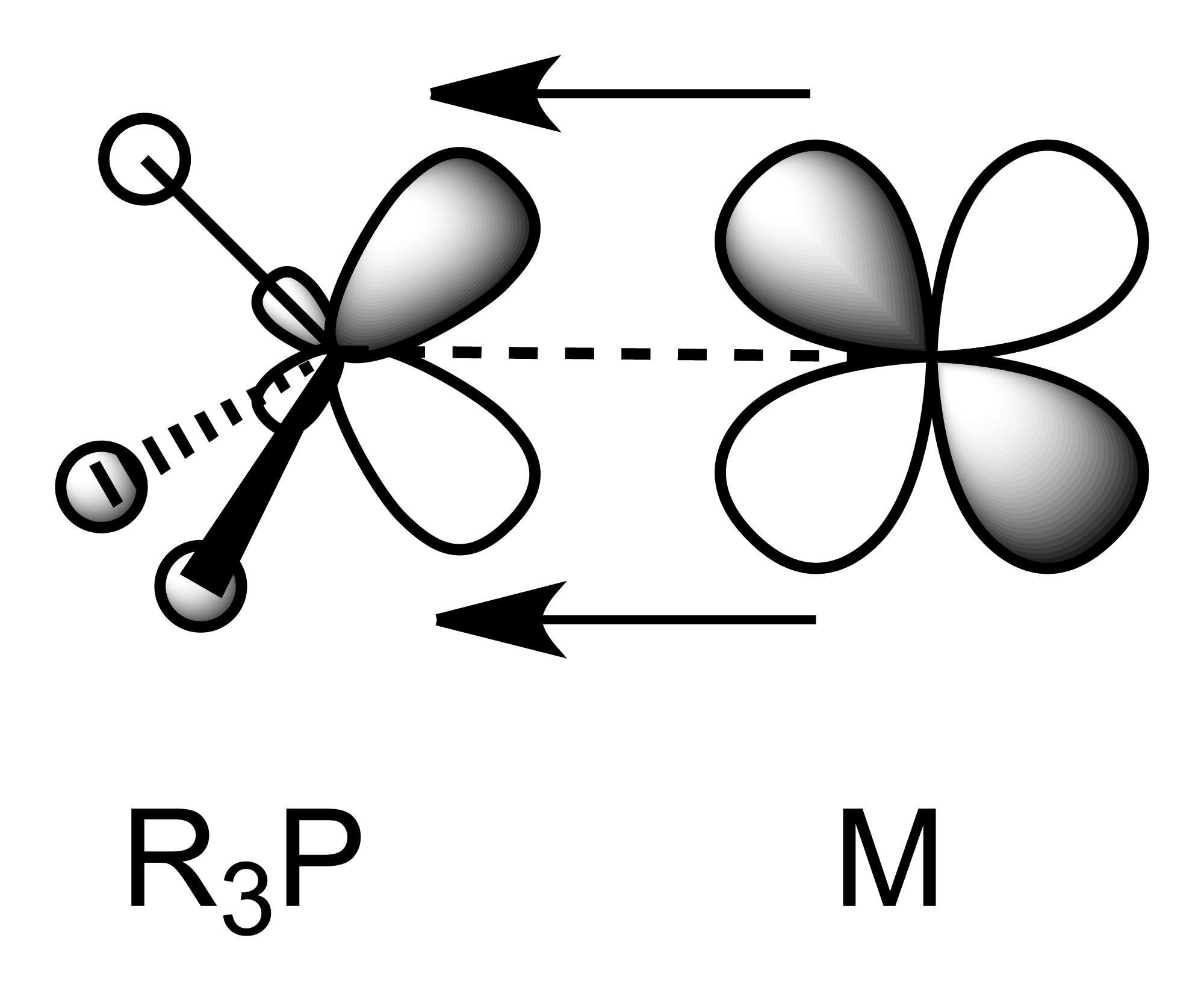
R3P–M 反馈π键

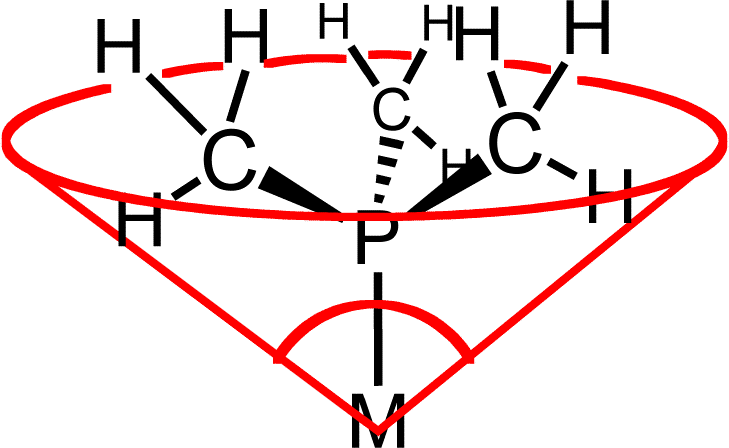
配体锥角是评估膦类配体空间位阻的常用参数。

相比于叔膦，叔胺（尤其是芳基胺）难以与金属形成稳定的键，而叔膦的配位能力受空间位阻的影响相比叔胺较小，可以形成更稳定的配合物。膦类配体的空间及电子性质可通过替换其中一个至三个取代基来调控，其位阻可利用配体锥角这一参数来评估。

## 应用

### 均相催化
最早的膦配合物应用之一是三苯基膦配合物催化炔烃、一氧化碳和醇的反应，反应生成丙烯酸酯，列培在他的研究中发现这一反应使用配合物NiBr2(PPh3)2比单独使用NiBr2作为催化剂更加高效；希尔发现了一种含三烷基膦的钴基催化剂可用作氢甲酰化反应（现在这一反应更多地使用铑配合物作为催化剂）。列培等人的这些发现已用作工业生产。

### 二膦的应用
二膦由于其螯合效应，相比于两个单齿膦配体，可以和金属形成更加稳定的配合物。二膦所具有的构象异构使其在不对称合成中有重要应用，例如野依不对称氢化反应。相关配体有1,2-双(二苯基膦)乙烷、1,1'-双(二苯基膦)二茂铁以及跨对位配体4,5-双二苯基膦-9,9-二甲基氧杂蒽、SPANphos等。配合物二氯化[1,3-二(二苯基膦基)丙烷]镍可用于熊田偶联反应。